# Dixième circonscription de la préfecture de Kanagawa
La dixième circonscription de la préfecture de Kanagawa (神奈川県第10区, Kanagawa-ken dai-jū-ku) est l'une des vingt circonscriptions législatives que compte la préfecture de Kanagawa au Japon.

## Description géographique
Entre 1994 et 2013, la dixième circonscription de la préfecture de Kanagawa regroupait les arrondissements de Kawasaki, Saiwai et Nakahara de la ville de Kawasaki.
Entre 2013 et 2022, elle comprenait les arrondissements de Kawasaki et Saiwai et une partie de l'arrondissement de Nakahara,.
Depuis 2022, elle correspond aux seuls arrondissements de Kawasaki et Saiwai,.

## Députés
| Législature | Début de mandat | Fin de mandat | Député élu           | Parti politique | Parti politique |
| ----------- | --------------- | ------------- | -------------------- | --------------- | --------------- |
| 41e         | 1996            | 2000          | Eiji Nagai (ja)      |                 | Shinshintō      |
| 42e         | 2000            | 2003          | Kazunori Tanaka (ja) |                 | PLD             |
| 43e         | 2003            | 2005          | Kazunori Tanaka (ja) |                 | PLD             |
| 44e         | 2005            | 2009          | Kazunori Tanaka (ja) |                 | PLD             |
| 45e         | 2009            | 2012          | Kōriki Jōjima        |                 | PDJ             |
| 46e         | 2012            | 2014          | Kazunori Tanaka      |                 | PLD             |
| 47e         | 2014            | 2017          | Kazunori Tanaka      |                 | PLD             |
| 48e         | 2017            | 2021          | Kazunori Tanaka      |                 | PLD             |
| 49e         | 2021            | 2024          | Kazunori Tanaka      |                 | PLD             |
| 50e         | 2024            | -             | Kazunori Tanaka      |                 | PLD             |